# PDC Pro Tour 2023
De PDC Pro Tour 2023 was een reeks van dartstoernooien die werden georganiseerd door de Professional Darts Corporation (PDC). Deze tour bestond uit de Professional Dart Players Association (PDPA) Players Championships en de European Tour events. De wedstrijden werden niet op televisie uitgezonden. In januari werd de Q-School van 2023 gehouden. Verder waren er 30 Players Championship toernooien en 13 Europese Tour-toernooien gepland.

## Prijzengeld
Ten opzichte van de PDC Pro Tour 2022 was het prijzengeld voor de Players Championships niet gewijzigd. Het prijzengeld voor de European Tours werd met 25% verhoogd.
| Plaats          | Players Championships | Totaal      |
| --------------- | --------------------- | ----------- |
| Winnaar         | £ 12.000              | £ 360.000   |
| Runner-up       | £ 8.000               | £ 240.000   |
| Halvefinalisten | £ 4.000               | £ 240.000   |
| Kwartfinalisten | £ 3.000               | £ 360.000   |
| Laatste 16      | £ 2.000               | £ 480.000   |
| Laatste 32      | £ 1.250               | £ 600.000   |
| Laatste 64      | £ 750                 | £ 720.000   |
| Totaal          | £ 100.000             | £ 3.000.000 |

| Plaats          | European Tours | Totaal      |
| --------------- | -------------- | ----------- |
| Winnaar         | £ 30.000       | £ 390.000   |
| Runner-up       | £ 12.000       | £ 250.000   |
| Halvefinalisten | £ 8.500        | £ 221.000   |
| Kwartfinalisten | £ 6.000        | £ 312.000   |
| Laatste 16      | £ 4.000        | £ 416.000   |
| Laatste 32      | £ 2.500        | £ 520.000   |
| Laatste 48      | £ 1.250        | £ 260.000   |
| Totaal          | £ 175.000      | £ 2.275.000 |

## PDC Pro Tour Card
Aan 128 spelers werden Tour Cards toegekend, waarmee zij deel mochten nemen aan alle Players Championships, UK Open en European Tour Qualifiers.

### Tour Cards
Zie ook Lijst van darters met een PDC Tourkaart 2023.
De 2023 Tour Cards werden toegekend aan:
- (64) De top 64 spelers van de PDC Order of Merit na het PDC World Darts Championship 2023.
- (30) 30 qualifiers van de Q-School 2022 die niet in de top 64 van de PDC Order of Merit stonden na het WK.
- (1) De winnaar van de UK Challenge Tour 2021 (Jim Williams).
  - Jim Williams stond ook in de top 64 van de PDC Order of Merit, waardoor er een extra Tour Card beschikbaar was tijdens de Q-School.
- (1) De winnaar van de European Challenge Tour 2021 (Matt Campbell).
- (1) De winnaar van de UK Development Tour 2021 (Bradley Brooks).
- (1) De winnaar van de European Development Tour 2021 (Rusty-Jake Rodriguez).
- (2) De twee hoogste qualifiers van de Challenge Tour 2022 (Robert Owen en Danny van Trijp).
- (2) De twee hoogste qualifiers van de Development Tour 2022 (Geert Nentjes en Jurjen van der Velde).
- (8) De 8 dagwinnaars van de Q-School 2023.

Daarna werd het spelersveld aangevuld met de hoogst gekwalificeerde spelers van de Q-School Order of Merit, tot het maximum aantal van 128 Pro Tour Card spelers werd bereikt.

### Q-School
Q-School werd opgesplitst in verschillende fases. Fase 1 werd gespeeld van 9-11 januari. De beslissende fase werd gehouden met 128 spelers van 12-15 januari.
| Datum      | Toernooi          | Plaats                        | Qualifiers         | Bron  |
| ---------- | ----------------- | ----------------------------- | ------------------ | ----- |
| 12 januari | Europese Q-School | Kalkar, Wunderland Kalkar     | Jeffrey Sparidaans | [ 2 ] |
| 13 januari | Europese Q-School | Kalkar, Wunderland Kalkar     | Corey Cadby        | [ 3 ] |
| 14 januari | Europese Q-School | Kalkar, Wunderland Kalkar     | Jeffrey de Zwaan   | [ 4 ] |
| 15 januari | Europese Q-School | Kalkar, Wunderland Kalkar     | Robbie Knops       | [ 5 ] |
| 12 januari | UK Q-School       | Milton Keynes, Marshall Arena | Arron Monk         | [ 6 ] |
| 13 januari | UK Q-School       | Milton Keynes, Marshall Arena | Graham Usher       | [ 7 ] |
| 14 januari | UK Q-School       | Milton Keynes, Marshall Arena | Josh Payne         | [ 8 ] |
| 15 januari | UK Q-School       | Milton Keynes, Marshall Arena | Adam Smith-Neale   | [ 9 ] |

De acht dagwinnaars kregen een Tour Card voor 2023. Er werd ook een Order of Merit voor iedere Q-School gemaakt. Iedere speler die voorbij de tweede ronde kwam kreeg voor elke gewonnen partij 1 punt. Op basis van deze Q-School Order of Merit werden nog Tour Cards verdeeld.
Eindstand Europese Q-School Order of Merit
1. Maik Kuivenhoven
2. Richard Veenstra
3. Niels Zonneveld
4. Pascal Rupprecht
5. Ronny Huybrechts
6. Karel Sedláček
7. Jacques Labre
8. Daniel Klose
9. Gian van Veen
10. Owen Roelofs

Eindstand UK Q-School Order of Merit
1. Dylan Slevin
2. Lee Evans
3. Stephen Burton
4. Nick Kenny
5. Keegan Brown
6. Adam Warner
7. Graham Hall
8. Callum Goffin
9. Christian Perez

## Players Championships
| Num. | Datum                  | Plaats                          | Winnaar                       | Score | Runner-up                  | Bron   | Negendarter                       |
| ---- | ---------------------- | ------------------------------- | ----------------------------- | ----- | -------------------------- | ------ | --------------------------------- |
| 1    | Zaterdag 11 februari   | Barnsley, Metrodome             | Ryan Searle (100.75)          | 8 – 4 | (93.07) Jamie Hughes       | [ 11 ] |                                   |
| 2    | Zondag 12 februari     | Barnsley, Metrodome             | Danny Noppert (100.70)        | 8 – 3 | (89.53) Simon Whitlock     | [ 12 ] |                                   |
| 3    | Zaterdag 18 februari   | Barnsley, Metrodome             | Kim Huybrechts (92.60)        | 8 – 1 | (85.89) Gabriel Clemens    | [ 13 ] |                                   |
| 4    | Zondag 19 februari     | Barnsley, Metrodome             | Dirk van Duijvenbode (100.08) | 8 – 2 | (88.66) Ryan Searle        | [ 14 ] |                                   |
| 5    | Zaterdag 11 maart      | Barnsley, Metrodome             | Ross Smith (93.69)            | 8 – 6 | (92.12) Gary Anderson      | [ 15 ] |                                   |
| 6    | Zondag 12 maart        | Barnsley, Metrodome             | Dirk van Duijvenbode (103.92) | 8 – 4 | (96.97) Ryan Searle        | [ 16 ] |                                   |
| 7    | Zondag 19 maart        | Hildesheim, Halle 39            | Michael van Gerwen (98.29)    | 8 – 4 | (99.75) Josh Rock          | [ 17 ] | Brendan Dolan                     |
| 8    | Maandag 20 maart       | Hildesheim, Halle 39            | Gary Anderson (99.77)         | 8 – 5 | (93.31) Krzysztof Ratajski | [ 18 ] | William O'Connor                  |
| 9    | Zaterdag 15 april      | Wigan, Robin Park Tennis Centre | Krzysztof Ratajski (94.17)    | 8 – 1 | (83.76) Chris Landman      | [ 19 ] |                                   |
| 10   | Zondag 16 april        | Wigan, Robin Park Tennis Centre | Dirk van Duijvenbode (99.92)  | 8 – 3 | (94.37) José de Sousa      | [ 20 ] | Martin Schindler Josh Rock        |
| 11   | Zaterdag 20 mei        | Leicester, Morningside Arena    | Rob Cross (101.59)            | 8 – 3 | (86.94) Mike De Decker     | [ 21 ] |                                   |
| 12   | Zondag 21 mei          | Leicester, Morningside Arena    | Jonny Clayton (98.30)         | 8 – 5 | (99.52) Josh Rock          | [ 22 ] |                                   |
| 13   | Maandag 12 juni        | Hildesheim, Halle 39            | Michael Smith (93.87)         | 8 – 7 | (93.96) Gary Anderson      | [ 23 ] | Dave Chisnall                     |
| 14   | Dinsdag 13 juni        | Hildesheim, Halle 39            | Damon Heta (89.83)            | 8 – 2 | (77.09) Luke Woodhouse     | [ 24 ] | Josh Rock Bradley Brooks          |
| 15   | Maandag 10 juli        | Leicester, Morningside Arena    | Luke Humphries (98.46)        | 8 – 7 | (96.78) Dave Chisnall      | [ 25 ] | Luke Humphries                    |
| 16   | Dinsdag 11 juli        | Leicester, Morningside Arena    | Damon Heta (103.55)           | 8 – 4 | (88.48) Ryan Joyce         | [ 26 ] | Christian Kist                    |
| 17   | Zaterdag 26 augustus   | Hildesheim, Halle 39            | Gerwyn Price (94.48)          | 8 – 5 | (95.44) Josh Rock          | [ 27 ] |                                   |
| 18   | Zondag 27 augustus     | Hildesheim, Halle 39            | Gerwyn Price (98.52)          | 8 – 1 | (93.66) Gian van Veen      | [ 28 ] |                                   |
| 19   | Zondag 3 september     | Barnsley, Metrodome             | Callan Rydz (91.90)           | 8 – 7 | (92.51) Dave Chisnall      | [ 29 ] | Vincent van der Voort             |
| 20   | Maandag 4 september    | Barnsley, Metrodome             | Luke Humphries (94.79)        | 8 – 6 | (92.97) Kevin Doets        | [ 30 ] | Luke Humphries                    |
| 21   | Dinsdag 5 september    | Barnsley, Metrodome             | Gerwyn Price (96.57)          | 8 – 6 | (89.99) Daniel Klose       | [ 31 ] | Robert Owen                       |
| 22   | Woensdag 27 september  | Barnsley, Metrodome             | Danny Noppert (95.74)         | 8 – 7 | (97.14) Christian Kist     | [ 32 ] | Jeff Smith                        |
| 23   | Donderdag 28 september | Barnsley, Metrodome             | Dave Chisnall (103.98)        | 8 – 3 | (101.94) Luke Humphries    | [ 33 ] |                                   |
| 24   | Vrijdag 29 september   | Barnsley, Metrodome             | Gary Anderson (103.68)        | 8 – 4 | (92.81) Ryan Joyce         | [ 34 ] | Luke Woodhouse Michael van Gerwen |
| 25   | Woensdag 18 oktober    | Barnsley, Metrodome             | Gary Anderson (97.39)         | 8 – 4 | (91.16) Josh Rock          | [ 35 ] | Gary Anderson Brendan Dolan       |
| 26   | Donderdag 19 oktober   | Barnsley, Metrodome             | Ryan Joyce (95.80)            | 8 – 7 | (96.70) Gerwyn Price       | [ 36 ] |                                   |
| 27   | Vrijdag 20 oktober     | Barnsley, Metrodome             | Radosław Szagański (98.28)    | 8 – 5 | (89.84) Connor Scutt       | [ 37 ] | Daryl Gurney                      |
| 28   | Zaterdag 21 oktober    | Barnsley, Metrodome             | Ross Smith (104.68)           | 8 – 6 | (96.68) Damon Heta         | [ 38 ] | Ross Smith                        |
| 29   | Woensdag 1 november    | Barnsley, Metrodome             | Gerwyn Price (100.31)         | 8 – 3 | (87.39) Dave Chisnall      | [ 39 ] |                                   |
| 30   | Donderdag 2 november   | Barnsley, Metrodome             | Dave Chisnall (96.46)         | 8 – 4 | (94.19) Jim Williams       | [ 40 ] | Ricky Evans                       |

## PDC European Tour
Er zijn dertien European Tour-toernooien gepland dit jaar:
| Nr.  | Datum            | Evenement                 | Plaats                       | Winnaar                    | Uitslag | Runner-up                    | Bron   | Negendarter    |
| ---- | ---------------- | ------------------------- | ---------------------------- | -------------------------- | ------- | ---------------------------- | ------ | -------------- |
| ET1  | 24-26 februari   | Baltic Sea Darts Open     | Kiel, Wunderino Arena        | Dave Chisnall (101.31)     | 8 – 5   | (96.27) Luke Humphries       | [ 41 ] |                |
| ET2  | 24-26 maart      | European Darts Open       | Leverkusen, Ostermann-Arena  | Gerwyn Price (96.28)       | 8 – 7   | (98.27) Dirk van Duijvenbode | [ 42 ] |                |
| ET3  | 31 maart-2 april | International Darts Open  | Riesa, SACHSENarena          | Gerwyn Price (105.64)      | 8 – 4   | (100.46) Michael van Gerwen  | [ 43 ] |                |
| ET4  | 8-10 april       | German Darts Grand Prix   | München, Zenith              | Michael Smith (102.88)     | 8 – 5   | (94.63) Nathan Aspinall      | [ 44 ] |                |
| ET5  | 21-23 april      | Austrian Darts Open       | Premstätten, Steiermarkhalle | Jonny Clayton (101.36)     | 8 – 6   | (101.47) Josh Rock           | [ 45 ] |                |
| ET6  | 28-30 april      | Dutch Darts Championship  | Leeuwarden, WTC Expo         | Dave Chisnall (99.89)      | 8 – 5   | (96.31) Luke Humphries       | [ 46 ] |                |
| ET7  | 5-7 mei          | Belgian Darts Open        | Wieze, Oktoberhallen         | Michael van Gerwen (99.69) | 8 – 6   | (101.03) Luke Humphries      | [ 47 ] |                |
| ET8  | 12-14 mei        | Czech Darts Open          | Praag, Královka Arena        | Peter Wright (95.68)       | 8 – 6   | (97.40) Dave Chisnall        | [ 48 ] |                |
| ET9  | 26-28 mei        | European Darts Grand Prix | Sindelfingen, Glaspalast     | Rob Cross (97.73)          | 8 – 6   | (104.22) Luke Humphries      | [ 49 ] |                |
| ET10 | 30 juni-2 juli   | European Darts Matchplay  | Trier, Trier Arena           | Luke Humphries (93.27)     | 8 – 7   | (91.06) Dirk van Duijvenbode | [ 50 ] |                |
| ET11 | 8-10 september   | German Darts Open         | Jena, Sparkassen-Arena       | Krzysztof Ratajski (93.68) | 8 – 3   | (92.50) Stephen Bunting      | [ 51 ] |                |
| ET12 | 22-24 september  | Hungarian Darts Trophy    | Boedapest, MVM Dome          | Dave Chisnall (104.82)     | 8 – 5   | (100.97) Luke Humphries      | [ 52 ] | Luke Humphries |
| ET13 | 13-15 oktober    | German Darts Championship | Hildesheim, Halle 39         | Ricardo Pietreczko (92.93) | 8 – 4   | (85.08) Peter Wright         | [ 53 ] | Scott Waites   |

## PDC Challenge Tour
De PDC Challenge Tour is toegankelijk voor alle PDPA-leden die tijdens de Q-School geen tourkaart wisten te bemachtigen. De top twee van de Challenge Tour Order of Merit krijgen een tourkaart voor twee jaar, waarmee zij kunnen deelnemen aan de PDC Pro Tour 2024 en 2025. Zij mogen ook deelnemen aan het PDC World Darts Championship 2024. De winnaar van de Order of Merit mag ook deelnemen aan de Grand Slam of Darts 2023. De Challenge Tour-ranglijsten worden bovendien gebruikt om Players Championship-evenementen aan te vullen, mochten niet alle 128 tourkaarthouders ervoor kiezen om mee te doen. Bovendien kwalificeren de top 8 spelers van de Challenge Tour Order of Merit 2023 die geen tourkaart hebben voor het seizoen 2024 zich voor de eerste ronde van de UK Open 2024.
| #  | Datum                | Plaats                          | Winnaar                  | Legs  | Runner-Up                | Bron   | Negendarter         |
| -- | -------------------- | ------------------------------- | ------------------------ | ----- | ------------------------ | ------ | ------------------- |
| 1  | Vrijdag 20 januari   | Milton Keynes, Marshall Arena   | Chris Landman (92.52)    | 5 – 2 | (85.04) Lukas Wenig      | [ 54 ] | Dale Gadsby         |
| 2  | Vrijdag 20 januari   | Milton Keynes, Marshall Arena   | Christian Kist (92.18)   | 5 – 2 | (87.24) Scott Mitchell   | [ 55 ] | James Hurrell       |
| 3  | Zaterdag 21 januari  | Milton Keynes, Marshall Arena   | Andy Boulton (86.19)     | 5 – 3 | (88.86) Martijn Dragt    | [ 56 ] |                     |
| 4  | Zaterdag 21 januari  | Milton Keynes, Marshall Arena   | Cameron Crabtree (94.65) | 5 – 4 | (103.22) Owen Bates      | [ 57 ] |                     |
| 5  | Zondag 22 januari    | Milton Keynes, Marshall Arena   | Thibault Tricole (93.87) | 5 – 2 | (89.28) Owen Bates       | [ 58 ] |                     |
| 6  | Vrijdag 17 maart     | Hildesheim, Halle 39            | Berry van Peer (94.51)   | 5 – 2 | (94.56) Peter Jacques    | [ 59 ] |                     |
| 7  | Vrijdag 17 maart     | Hildesheim, Halle 39            | John Henderson (87.96)   | 5 – 3 | (89.18) Ron Meulenkamp   | [ 60 ] |                     |
| 8  | Zaterdag 18 maart    | Hildesheim, Halle 39            | Ron Meulenkamp (98.88)   | 5 – 0 | (84.80) Alexander Merkx  | [ 61 ] |                     |
| 9  | Zaterdag 18 maart    | Hildesheim, Halle 39            | Dragutin Horvat (78.28)  | 5 – 0 | (76.37) Christian Kist   | [ 62 ] | Fallon Sherrock (a) |
| 10 | Vrijdag 5 mei        | Milton Keynes, Marshall Arena   | Berry van Peer (88.29)   | 5 – 2 | (84.63) Dragutin Horvat  | [ 63 ] |                     |
| 11 | Vrijdag 5 mei        | Milton Keynes, Marshall Arena   | Wayne Jones (90.92)      | 5 – 2 | (83.57) Daniel Ayres     | [ 64 ] |                     |
| 12 | Zaterdag 6 mei       | Milton Keynes, Marshall Arena   | Berry van Peer (90.26)   | 5 – 3 | (88.32) Harry Ward       | [ 65 ] | Ron Meulenkamp      |
| 13 | Zaterdag 6 mei       | Milton Keynes, Marshall Arena   | Berry van Peer (87.77)   | 5 – 3 | (82.70) Scott Mitchell   | [ 66 ] |                     |
| 14 | Zondag 7 mei         | Milton Keynes, Marshall Arena   | Conan Whitehead (97.60)  | 5 – 2 | (84.76) William Borland  | [ 67 ] |                     |
| 15 | Vrijdag 11 augustus  | Milton Keynes, Marshall Arena   | Wesley Plaisier (96.42)  | 5 – 2 | (91.67) Scott Mitchell   | [ 68 ] |                     |
| 16 | Vrijdag 11 augustus  | Milton Keynes, Marshall Arena   | Darryl Pilgrim (95.64)   | 5 – 1 | (88.40) Andy Boulton     | [ 69 ] | Martin Thomas       |
| 17 | Zaterdag 12 augustus | Milton Keynes, Marshall Arena   | Robert Grundy (85.08)    | 5 – 2 | (84.44) Christian Kist   | [ 70 ] |                     |
| 18 | Zaterdag 12 augustus | Milton Keynes, Marshall Arena   | Cameron Crabtree (86.64) | 5 – 2 | (85.90) Stefan Bellmont  | [ 71 ] |                     |
| 19 | Zondag 13 augustus   | Milton Keynes, Marshall Arena   | Owen Bates (93.52)       | 5 – 4 | (87.98) Wesley Plaisier  | [ 72 ] | Dan Read            |
| 20 | Zaterdag 28 oktober  | Wigan, Robin Park Tennis Centre | John Henderson (93.55)   | 5 – 3 | (86.80) Lukas Wenig      | [ 73 ] |                     |
| 21 | Zaterdag 28 oktober  | Wigan, Robin Park Tennis Centre | Dom Taylor (94.50)       | 5 – 2 | (87.53) Cameron Crabtree | [ 74 ] |                     |
| 22 | Zondag 29 oktober    | Wigan, Robin Park Tennis Centre | Vítězslav Sedlák (86.51) | 5 – 2 | (89.51) John Henderson   | [ 75 ] |                     |
| 23 | Zondag 29 oktober    | Wigan, Robin Park Tennis Centre | Andy Boulton (93.00)     | 5 – 4 | (89.07) Owen Bates       | [ 76 ] |                     |
| 24 | Maandag 30 oktober   | Wigan, Robin Park Tennis Centre | James Hurrell (90.03)    | 5 – 2 | (78.35) Owen Bates       | [ 77 ] |                     |

(a): Sherrock was de eerste vrouw die een negendarter gooide op een PDC-toernooi.

## PDC Development Tour
De PDC Development Tour is toegankelijk voor spelers van 16 tot 23 jaar. De top twee van de PDC Development Tour Order of Merit krijgen een tourkaart voor twee jaar waarmee zij kunnen deelnemen aan de PDC Pro Tour 2024 en 2025. Zij mogen ook deelnemen aan het PDC World Darts Championship 2024. De winnaar van de Order of Merit mag ook deelnemen aan de Grand Slam of Darts 2023. De ranglijst van de Development Tour vormt bovendien een groot deel van de kwalificatie voor het PDC World Youth Championship 2023. Bovendien kwalificeren de top 8 spelers van de Development Tour Order of Merit 2023 die geen tourkaart hebben voor het seizoen 2024 zich voor de eerste ronde van de UK Open 2024.
| #  | Datum                | Plaats                          | Winnaar                      | Legs  | Runner-Up                    | Bron    | Negendarter  |
| -- | -------------------- | ------------------------------- | ---------------------------- | ----- | ---------------------------- | ------- | ------------ |
| 1  | Vrijdag 31 maart     | Milton Keynes, Marshall Arena   | Christopher Toonders (90.65) | 5 – 2 | (82.22) Marvin Kraft         | [ 79 ]  |              |
| 2  | Vrijdag 31 maart     | Milton Keynes, Marshall Arena   | Dylan Slevin (97.34)         | 5 – 4 | (93.64) Luke Littler         | [ 80 ]  |              |
| 3  | Zaterdag 1 april     | Milton Keynes, Marshall Arena   | Luke Littler (91.41)         | 5 – 1 | (72.18) Jurjen van der Velde | [ 81 ]  |              |
| 4  | Zaterdag 1 april     | Milton Keynes, Marshall Arena   | Gian van Veen (80.50)        | 5 – 2 | (74.85) Adam Paxton          | [ 82 ]  |              |
| 5  | Zondag 2 april       | Milton Keynes, Marshall Arena   | Luke Littler (92.55)         | 5 – 3 | (80.93) Kevin Troppmann      | [ 83 ]  |              |
| 6  | Vrijdag 28 april     | Wigan, Robin Park Tennis Centre | Wessel Nijman (96.87)        | 5 – 3 | (90.43) Nathan Girvan        | [ 84 ]  |              |
| 7  | Vrijdag 28 april     | Wigan, Robin Park Tennis Centre | Sebastian Białecki (85.32)   | 5 – 4 | (82.78) Leighton Bennett     | [ 85 ]  |              |
| 8  | Zaterdag 29 april    | Wigan, Robin Park Tennis Centre | Gian van Veen (97.17)        | 5 – 2 | (95.37) Thomas Banks         | [ 86 ]  |              |
| 9  | Zaterdag 29 april    | Wigan, Robin Park Tennis Centre | Ciarán Teehan (89.44)        | 5 – 4 | (90.50) Jurjen van der Velde | [ 87 ]  |              |
| 10 | Zondag 30 april      | Wigan, Robin Park Tennis Centre | Gian van Veen (87.27)        | 5 – 1 | (81.91) Bradly Roes          | [ 88 ]  |              |
| 11 | Vrijdag 9 juni       | Hildesheim, Halle 39            | Bradley Brooks (101.38)      | 5 – 3 | (98.24) Owen Roelofs         | [ 89 ]  |              |
| 12 | Vrijdag 9 juni       | Hildesheim, Halle 39            | Wessel Nijman (100.34)       | 5 – 1 | (95.38) Dylan Slevin         | [ 90 ]  |              |
| 13 | Zaterdag 10 juni     | Hildesheim, Halle 39            | Gian van Veen (96.05)        | 5 – 4 | (98.48) Wessel Nijman        | [ 91 ]  |              |
| 14 | Zaterdag 10 juni     | Hildesheim, Halle 39            | Jarred Cole (90.09)          | 5 – 1 | (80.94) Rusty-Jake Rodriguez | [ 92 ]  |              |
| 15 | Zondag 11 juni       | Hildesheim, Halle 39            | Adam Gawlas (87.84)          | 5 – 4 | (91.49) Dylan Slevin         | [ 93 ]  |              |
| 16 | Vrijdag 14 juli      | Leicester, Morningside Arena    | Luke Littler (90.03)         | 5 – 2 | (88.25) Bradly Roes          | [ 94 ]  |              |
| 17 | Vrijdag 14 juli      | Leicester, Morningside Arena    | Gian van Veen (93.94)        | 5 – 0 | (74.58) Reece Colley         | [ 95 ]  | James Beeton |
| 18 | Zaterdag 15 juli     | Leicester, Morningside Arena    | Nathan Rafferty (92.44)      | 5 – 3 | (93.13) Cameron Crabtree     | [ 96 ]  |              |
| 19 | Zaterdag 15 juli     | Leicester, Morningside Arena    | Wessel Nijman (96.23)        | 5 – 3 | (93.28) Gian van Veen        | [ 97 ]  |              |
| 20 | Zondag 16 juli       | Leicester, Morningside Arena    | Luke Littler (89.87)         | 5 – 4 | (89.36) Gian van Veen        | [ 98 ]  | Luke Littler |
| 21 | Vrijdag 18 augustus  | Milton Keynes, Marshall Arena   | Rusty-Jake Rodriguez (84.35) | 5 – 3 | (81.20) Dominik Grüllich     | [ 99 ]  |              |
| 22 | Vrijdag 18 augustus  | Milton Keynes, Marshall Arena   | Sebastian Białecki (96.62)   | 5 – 3 | (96.08) Keane Barry          | [ 100 ] |              |
| 23 | Zaterdag 19 augustus | Milton Keynes, Marshall Arena   | Gian van Veen (94.61)        | 5 – 4 | (95.68) Luke Littler         | [ 101 ] |              |
| 24 | Zaterdag 19 augustus | Milton Keynes, Marshall Arena   | Luke Littler (91.97)         | 5 – 1 | (83.31) Cameron Crabtree     | [ 102 ] |              |

### World Youth Championship
De voorronden van het World Youth Championship 2023 werden gehouden op 20 augustus 2023 in de Marshall Arena, Milton Keynes, terwijl de finale op 26 november 2023 werd gehouden in Butlin's Minehead, Minehead, als onderdeel van de Players Championship Finals 2023. Josh Rock kwam niet in aanmerking om op de Development Tour te spelen omdat hij in de top 32 van de PDC Order of Merit stond. Rock was de regerende kampioen en beste geplaatste speler voor het toernooi.
|  | Derde ronde (best of 11 legs) Zondag 20 augustus | Derde ronde (best of 11 legs) Zondag 20 augustus | Derde ronde (best of 11 legs) Zondag 20 augustus |   |                          | Kwartfinale (best of 11 legs) Zondag 20 augustus | Kwartfinale (best of 11 legs) Zondag 20 augustus | Kwartfinale (best of 11 legs) Zondag 20 augustus |    |                        | Halve finale (best of 11 legs) Zondag 20 augustus | Halve finale (best of 11 legs) Zondag 20 augustus | Halve finale (best of 11 legs) Zondag 20 augustus |  |   | Finale (best of 11 legs) Zondag 26 november | Finale (best of 11 legs) Zondag 26 november | Finale (best of 11 legs) Zondag 26 november |
|  |                                                  |                                                  |                                                  |   |                          |                                                  |                                                  |                                                  |    |                        |                                                   |                                                   |                                                   |  |   |                                             |                                             |                                             |
|  | 1                                                | Josh Rock (91.06)                                | 6                                                |   |                          |                                                  |                                                  |                                                  |    |                        |                                                   |                                                   |                                                   |  |   |                                             |                                             |                                             |
|  |                                                  | Jarno Bottenberg (90.98)                         | 4                                                |   |                          |                                                  |                                                  |                                                  |    |                        |                                                   |                                                   |                                                   |  |   |                                             |                                             |                                             |
|  |                                                  | Jarno Bottenberg (90.98)                         | 4                                                | 1 | Josh Rock (88.90)        | 5                                                |                                                  |                                                  |    |                        |                                                   |                                                   |                                                   |  |   |                                             |                                             |                                             |
|  |                                                  |                                                  |                                                  | 1 | Josh Rock (88.90)        | 5                                                |                                                  |                                                  |    |                        |                                                   |                                                   |                                                   |  |   |                                             |                                             |                                             |
|  |                                                  | 8                                                | Gian van Veen (90.66)                            | 6 |                          |                                                  |                                                  |                                                  |    |                        |                                                   |                                                   |                                                   |  |   |                                             |                                             |                                             |
|  | 8                                                | 8                                                | Gian van Veen (90.66)                            | 6 | Gian van Veen (95.78)    | 6                                                |                                                  |                                                  |    |                        |                                                   |                                                   |                                                   |  |   |                                             |                                             |                                             |
|  | 8                                                |                                                  |                                                  |   |                          | 6                                                |                                                  |                                                  |    |                        |                                                   |                                                   |                                                   |  |   |                                             |                                             |                                             |
|  | 9                                                | Dylan Slevin (88.99)                             | 3                                                |   |                          |                                                  |                                                  |                                                  |    |                        |                                                   |                                                   |                                                   |  |   |                                             |                                             |                                             |
|  | 9                                                | Dylan Slevin (88.99)                             | 3                                                |   |                          |                                                  |                                                  |                                                  | 8  | Gian van Veen (103.20) | 6                                                 |                                                   |                                                   |  |   |                                             |                                             |                                             |
|  |                                                  |                                                  |                                                  |   |                          |                                                  |                                                  |                                                  | 8  | Gian van Veen (103.20) | 6                                                 |                                                   |                                                   |  |   |                                             |                                             |                                             |
|  |                                                  | 21                                               | Wessel Nijman (102.08)                           | 5 |                          |                                                  |                                                  |                                                  |    |                        |                                                   |                                                   |                                                   |  |   |                                             |                                             |                                             |
|  |                                                  | 21                                               | Wessel Nijman (102.08)                           | 5 | Moreno Blom (79.89)      | 4                                                |                                                  |                                                  |    |                        |                                                   |                                                   |                                                   |  |   |                                             |                                             |                                             |
|  |                                                  |                                                  |                                                  |   | Moreno Blom (79.89)      | 4                                                |                                                  |                                                  |    |                        |                                                   |                                                   |                                                   |  |   |                                             |                                             |                                             |
|  | 13                                               | Owen Bates (91.08)                               | 6                                                |   |                          |                                                  |                                                  |                                                  |    |                        |                                                   |                                                   |                                                   |  |   |                                             |                                             |                                             |
|  | 13                                               | Owen Bates (91.08)                               | 6                                                |   | 13                       | Owen Bates (82.32)                               | 2                                                |                                                  |    |                        |                                                   |                                                   |                                                   |  |   |                                             |                                             |                                             |
|  |                                                  |                                                  |                                                  |   | 13                       | Owen Bates (82.32)                               | 2                                                |                                                  |    |                        |                                                   |                                                   |                                                   |  |   |                                             |                                             |                                             |
|  |                                                  | 21                                               | Wessel Nijman (102.95)                           | 6 |                          |                                                  |                                                  |                                                  |    |                        |                                                   |                                                   |                                                   |  |   |                                             |                                             |                                             |
|  | 5                                                | 21                                               | Wessel Nijman (102.95)                           | 6 | Nathan Rafferty (98.85)  | 0                                                |                                                  |                                                  |    |                        |                                                   |                                                   |                                                   |  |   |                                             |                                             |                                             |
|  | 5                                                |                                                  |                                                  |   |                          | 0                                                |                                                  |                                                  |    |                        |                                                   |                                                   |                                                   |  |   |                                             |                                             |                                             |
|  | 21                                               | Wessel Nijman (106.09)                           | 6                                                |   |                          |                                                  |                                                  |                                                  |    |                        |                                                   |                                                   |                                                   |  |   |                                             |                                             |                                             |
|  | 21                                               | Wessel Nijman (106.09)                           | 6                                                |   |                          |                                                  |                                                  |                                                  |    |                        |                                                   |                                                   |                                                   |  | 8 | Gian van Veen (97.48)                       | 4                                           |                                             |
|  |                                                  |                                                  |                                                  |   |                          |                                                  |                                                  |                                                  |    |                        |                                                   |                                                   |                                                   |  | 8 | Gian van Veen (97.48)                       | 4                                           |                                             |
|  |                                                  | 15                                               | Luke Littler (102.16)                            | 6 |                          |                                                  |                                                  |                                                  |    |                        |                                                   |                                                   |                                                   |  |   |                                             |                                             |                                             |
|  | 2                                                | 15                                               | Luke Littler (102.16)                            | 6 | Keane Barry (85.35)      | 3                                                |                                                  |                                                  |    |                        |                                                   |                                                   |                                                   |  |   |                                             |                                             |                                             |
|  | 2                                                |                                                  |                                                  |   | Keane Barry (85.35)      | 3                                                |                                                  |                                                  |    |                        |                                                   |                                                   |                                                   |  |   |                                             |                                             |                                             |
|  | 15                                               | Luke Littler (92.94)                             | 6                                                |   |                          |                                                  |                                                  |                                                  |    |                        |                                                   |                                                   |                                                   |  |   |                                             |                                             |                                             |
|  | 15                                               | Luke Littler (92.94)                             | 6                                                |   | 15                       | Luke Littler (90.76)                             | 6                                                |                                                  |    |                        |                                                   |                                                   |                                                   |  |   |                                             |                                             |                                             |
|  |                                                  |                                                  |                                                  |   | 15                       | Luke Littler (90.76)                             | 6                                                |                                                  |    |                        |                                                   |                                                   |                                                   |  |   |                                             |                                             |                                             |
|  |                                                  |                                                  | Jacob Gwynne (93.02)                             | 3 |                          |                                                  |                                                  |                                                  |    |                        |                                                   |                                                   |                                                   |  |   |                                             |                                             |                                             |
|  |                                                  | Jacob Gwynne (84.61)                             | Jacob Gwynne (93.02)                             | 3 | 6                        |                                                  |                                                  |                                                  |    |                        |                                                   |                                                   |                                                   |  |   |                                             |                                             |                                             |
|  |                                                  |                                                  |                                                  |   | 6                        |                                                  |                                                  |                                                  |    |                        |                                                   |                                                   |                                                   |  |   |                                             |                                             |                                             |
|  | 10                                               | Jurjen van der Velde (82.75)                     | 3                                                |   |                          |                                                  |                                                  |                                                  |    |                        |                                                   |                                                   |                                                   |  |   |                                             |                                             |                                             |
|  | 10                                               | Jurjen van der Velde (82.75)                     | 3                                                |   |                          |                                                  |                                                  |                                                  | 15 | Luke Littler (101.86)  | 6                                                 |                                                   |                                                   |  |   |                                             |                                             |                                             |
|  |                                                  |                                                  |                                                  |   |                          |                                                  |                                                  |                                                  | 15 | Luke Littler (101.86)  | 6                                                 |                                                   |                                                   |  |   |                                             |                                             |                                             |
|  |                                                  | 22                                               | Sebastian Białecki (98.78)                       | 3 |                          |                                                  |                                                  |                                                  |    |                        |                                                   |                                                   |                                                   |  |   |                                             |                                             |                                             |
|  |                                                  | 22                                               | Sebastian Białecki (98.78)                       | 3 | Viktor Tingström (83.36) | 3                                                |                                                  |                                                  |    |                        |                                                   |                                                   |                                                   |  |   |                                             |                                             |                                             |
|  |                                                  |                                                  |                                                  |   | Viktor Tingström (83.36) | 3                                                |                                                  |                                                  |    |                        |                                                   |                                                   |                                                   |  |   |                                             |                                             |                                             |
|  | 19                                               | Jitse van der Wal (84.50)                        | 6                                                |   |                          |                                                  |                                                  |                                                  |    |                        |                                                   |                                                   |                                                   |  |   |                                             |                                             |                                             |
|  | 19                                               | Jitse van der Wal (84.50)                        | 6                                                |   | 19                       | Jitse van der Wal (86.39)                        | 5                                                |                                                  |    |                        |                                                   |                                                   |                                                   |  |   |                                             |                                             |                                             |
|  |                                                  |                                                  |                                                  |   | 19                       | Jitse van der Wal (86.39)                        | 5                                                |                                                  |    |                        |                                                   |                                                   |                                                   |  |   |                                             |                                             |                                             |
|  |                                                  | 22                                               | Sebastian Białecki (87.46)                       | 6 |                          |                                                  |                                                  |                                                  |    |                        |                                                   |                                                   |                                                   |  |   |                                             |                                             |                                             |
|  | 6                                                | 22                                               | Sebastian Białecki (87.46)                       | 6 | Bradley Brooks (74.79)   | 1                                                |                                                  |                                                  |    |                        |                                                   |                                                   |                                                   |  |   |                                             |                                             |                                             |
|  | 6                                                |                                                  |                                                  |   | Bradley Brooks (74.79)   | 1                                                |                                                  |                                                  |    |                        |                                                   |                                                   |                                                   |  |   |                                             |                                             |                                             |
|  | 22                                               | Sebastian Białecki (91.63)                       | 6                                                |   |                          |                                                  |                                                  |                                                  |    |                        |                                                   |                                                   |                                                   |  |   |                                             |                                             |                                             |

## PDC Women's Series
De top acht gerangschikte speelsters na de laatste acht events van 2022 en de eerste twaalf events van 2023 kwalificeerde zich voor de Women's World Matchplay 2023. De top twee van de Order of Merit mag ook deelnemen aan het PDC World Darts Championship 2024.
| #  | Datum                 | Plaats                          | Winnaar                  | Legs  | Runner-Up                      | Bron    |
| -- | --------------------- | ------------------------------- | ------------------------ | ----- | ------------------------------ | ------- |
| 1  | Zaterdag 25 februari  | Leicester, Morningside Arena    | Beau Greaves (94.34)     | 5 – 3 | (86.82) Mikuru Suzuki          | [ 104 ] |
| 2  | Zaterdag 25 februari  | Leicester, Morningside Arena    | Beau Greaves (81.68)     | 5 – 0 | (65.72) Kim Holden             | [ 105 ] |
| 3  | Zondag 26 februari    | Leicester, Morningside Arena    | Mikuru Suzuki (84.62)    | 5 – 1 | (79.43) Rhian O'Sullivan       | [ 106 ] |
| 4  | Zondag 26 februari    | Leicester, Morningside Arena    | Beau Greaves (89.46)     | 5 – 0 | (74.38) Robyn Byrne            | [ 107 ] |
| 5  | Zaterdag 13 mei       | Milton Keynes, Marshall Arena   | Beau Greaves (94.75)     | 5 – 2 | (93.48) Fallon Sherrock        | [ 108 ] |
| 6  | Zaterdag 13 mei       | Milton Keynes, Marshall Arena   | Rhian O'Sullivan (84.53) | 5 – 3 | (80.21) Beau Greaves           | [ 109 ] |
| 7  | Zondag 14 mei         | Milton Keynes, Marshall Arena   | Robyn Byrne (78.88)      | 5 – 1 | (69.44) Laura Turner           | [ 110 ] |
| 8  | Zondag 14 mei         | Milton Keynes, Marshall Arena   | Mikuru Suzuki (78.10)    | 5 – 3 | (76.45) Noa-Lynn van Leuven    | [ 111 ] |
| 9  | Zaterdag 24 juni      | Hildesheim, Halle 39            | Beau Greaves (95.94)     | 5 – 1 | (84.47) Mikuru Suzuki          | [ 112 ] |
| 10 | Zaterdag 24 juni      | Hildesheim, Halle 39            | Fallon Sherrock (88.95)  | 5 – 2 | (81.82) Robyn Byrne            | [ 113 ] |
| 11 | Zondag 25 juni        | Hildesheim, Halle 39            | Beau Greaves (89.05)     | 5 – 4 | (90.92) Fallon Sherrock        | [ 114 ] |
| 12 | Zondag 25 juni        | Hildesheim, Halle 39            | Beau Greaves (104.38)    | 5 – 0 | (81.77) Noa-Lynn van Leuven    | [ 115 ] |
| 13 | Zaterdag 29 juli      | Milton Keynes, Marshall Arena   | Beau Greaves (93.31)     | 5 – 2 | (90.76) Lisa Ashton            | [ 116 ] |
| 14 | Zaterdag 29 juli      | Milton Keynes, Marshall Arena   | Beau Greaves (104.96)    | 5 – 1 | (83.89) Fallon Sherrock        | [ 117 ] |
| 15 | Zondag 30 juli        | Milton Keynes, Marshall Arena   | Beau Greaves (91.65)     | 5 – 0 | (74.77) Mikuru Suzuki          | [ 118 ] |
| 16 | Zondag 30 juli        | Milton Keynes, Marshall Arena   | Beau Greaves (85.02)     | 5 – 4 | (77.51) Mikuru Suzuki          | [ 119 ] |
| 17 | Zaterdag 16 september | Wigan, Robin Park Tennis Centre | Mikuru Suzuki (81.93)    | 5 – 1 | (72.73) Lisa Ashton            | [ 120 ] |
| 18 | Zaterdag 16 september | Wigan, Robin Park Tennis Centre | Lisa Ashton (93.94)      | 5 – 0 | (68.46) Anastasia Dobromyslova | [ 121 ] |
| 19 | Zondag 17 september   | Wigan, Robin Park Tennis Centre | Beau Greaves (94.01)     | 5 – 2 | (80.66) Anastasia Dobromyslova | [ 122 ] |
| 20 | Zondag 17 september   | Wigan, Robin Park Tennis Centre | Fallon Sherrock (84.78)  | 5 – 4 | (92.67) Beau Greaves           | [ 123 ] |
| 21 | Zaterdag 14 oktober   | Wigan, Robin Park Tennis Centre | Fallon Sherrock (95.13)  | 5 – 0 | (80.40) Vicky Pruim            | [ 124 ] |
| 22 | Zaterdag 14 oktober   | Wigan, Robin Park Tennis Centre | Fallon Sherrock (82.58)  | 5 – 0 | (79.11) Aoife McCormack        | [ 125 ] |
| 23 | Zondag 15 oktober     | Wigan, Robin Park Tennis Centre | Fallon Sherrock (88.30)  | 5 – 3 | (82.85) Rhian O'Sullivan       | [ 126 ] |
| 24 | Zondag 15 oktober     | Wigan, Robin Park Tennis Centre | Natalie Gilbert (74.61)  | 5 – 3 | (71.63) Lorraine Winstanley    | [ 127 ] |

## Professional Darts Corporation Nordic & Baltic (PDCNB)
Op 15 januari 2023 maakte de PDCNB hun kalender voor 2023 bekend, die uit vijf weekends zal bestaan. De top twee van de Order of Merit kwalificeerde zich voor het PDC World Darts Championship 2024, dit waren Marko Kantele en Jeffrey de Graaf.
| #  | Datum                | Plaats                         | Winnaar                     | Legs  | Runner-Up                   | Bron    |
| -- | -------------------- | ------------------------------ | --------------------------- | ----- | --------------------------- | ------- |
| 1  | Zaterdag 18 februari | Slangerup, Slangerup Dart Club | Marko Kantele (93.33)       | 6 – 1 | (85.37) Jeffrey de Graaf    | [ 128 ] |
| 2  | Zondag 19 februari   | Slangerup, Slangerup Dart Club | Mindaugas Barauskas (79.07) | 6 – 5 | (72.26) Tom Veje-Kristensen | [ 128 ] |
| 3  | Zaterdag 11 maart    | Göteborg, Apple Hotel          | Marko Kantele (88.12)       | 6 – 4 | (86.06) Hannu Suominen      | [ 129 ] |
| 4  | Zondag 12 maart      | Göteborg, Apple Hotel          | Daniel Larsson (84.48)      | 6 – 1 | (77.71) Benjamin Drue Reus  | [ 129 ] |
| 5  | Zaterdag 15 april    | Reykjavik, Bullseye            | Vladimir Andersen (90.96)   | 6 – 4 | (91.22) Daniel Larsson      | [ 130 ] |
| 6  | Zondag 16 april      | Reykjavik, Bullseye            | Marko Kantele (89.50)       | 6 – 1 | (83.33) Jeffrey de Graaf    | [ 130 ] |
| 7  | Zaterdag 3 juni      | Vääksy, Hotelli Tallukka       | Marko Kantele (86.33)       | 6 – 5 | (88.45) Dennis Nilsson      | [ 131 ] |
| 8  | Zondag 4 juni        | Vääksy, Hotelli Tallukka       | Jeffrey de Graaf (83.76)    | 6 – 1 | (76.13) Paavo Myller        | [ 131 ] |
| 9  | Zaterdag 15 juli     | Riga, Bellevue Park Hotel      | Jeffrey de Graaf (93.98)    | 6 – 5 | (92.17) Dennis Nilsson      | [ 132 ] |
| 10 | Zondag 16 juli       | Riga, Bellevue Park Hotel      | Benjamin Drue Reus (83.73)  | 6 – 3 | (75.31) Valters Melderis    | [ 132 ] |

## Professional Darts Corporation Asian Tour
Na een afwezigheid van drie jaar keert de Asian Tour dit jaar terug. De eerste 15 events werden bevestigd op 10 november 2022, de resterende 9 worden later nog toegevoegd. De top vier van de Asian Tour Order of Merit kwalificeerde zich voor het PDC World Darts Championship 2024: Lourence Ilagan, Tomoya Goto, Paolo Nebrida en Reynaldo Rivera. Omdat de winnaar van het PDC Asian Championship een Japanner was, kwalificeerde ook de vijfde gerangschikte speler zich voor het PDC World Darts Championship 2024. Dit was Man Lok Leung.
| #  | Datum                | Plaats                                     | Winnaar                         | Legs  | Runner-Up                          | Bron    |
| -- | -------------------- | ------------------------------------------ | ------------------------------- | ----- | ---------------------------------- | ------- |
| 1  | Zaterdag 11 maart    | Kobe, Kobe International Exhibition Centre | Man Lok Leung (94.91)           | 5 – 3 | (89.29) Lourence Ilagan            | [ 135 ] |
| 2  | Zaterdag 11 maart    | Kobe, Kobe International Exhibition Centre | Lourence Ilagan (97.70)         | 5 – 2 | (90.96) Motomu Sakai               | [ 136 ] |
| 3  | Zondag 12 maart      | Kobe, Kobe International Exhibition Centre | Haruki Muramatsu (82.38)        | 5 – 4 | (88.91) Lourence Ilagan            | [ 137 ] |
| 4  | Zaterdag 25 maart    | Seoel, KINTEX 1 Hall Grand Ballroom        | Lok Yin Lee (90.51)             | 5 – 2 | (77.43) Keita Ono                  | [ 138 ] |
| 5  | Zaterdag 25 maart    | Seoel, KINTEX 1 Hall Grand Ballroom        | Jun Matsuda (84.38)             | 5 – 3 | (81.11) Tomoya Goto                | [ 139 ] |
| 6  | Zondag 26 maart      | Seoel, KINTEX 1 Hall Grand Ballroom        | Man Lok Leung (87.27)           | 5 – 2 | (87.62) Tomoya Goto                | [ 140 ] |
| 7  | Zaterdag 15 april    | Palo, Leyte Academic Center                | Rosendo Lubaton (104.59)        | 5 – 2 | (89.40) Lourence Ilagan            | [ 141 ] |
| 8  | Zaterdag 15 april    | Palo, Leyte Academic Center                | Ryan Khristoffer Condat (96.77) | 5 – 2 | (86.02) Nitin Kumar                | [ 142 ] |
| 9  | Zondag 16 april      | Palo, Leyte Academic Center                | Reynaldo Rivera (110.51)        | 5 – 0 | (93.71) Lourence Ilagan            | [ 143 ] |
| 10 | Zaterdag 29 april    | Hongkong, Riverside Regal Hotel            | Christian Perez (95.71)         | 5 – 1 | (85.68) Nitin Kumar                | [ 144 ] |
| 11 | Zaterdag 29 april    | Hongkong, Riverside Regal Hotel            | Lourence Ilagan (88.14)         | 5 – 1 | (83.84) Reynaldo Rivera            | [ 145 ] |
| 12 | Zondag 30 april      | Hongkong, Riverside Regal Hotel            | Paolo Nebrida (88.96)           | 5 – 4 | (94.57) Reynaldo Rivera            | [ 146 ] |
| 13 | Zaterdag 27 mei      | Ulaanbaatar, Triple Event Hall             | Zong Xiao Chen (92.73)          | 5 – 2 | (75.83) Altantulkhuur Myagmarsuren | [ 147 ] |
| 14 | Zaterdag 27 mei      | Ulaanbaatar, Triple Event Hall             | Nitin Kumar (88.20)             | 5 – 4 | (81.47) Paul Lim                   | [ 148 ] |
| 15 | Zondag 28 mei        | Ulaanbaatar, Triple Event Hall             | Zong Xiao Chen (83.03)          | 5 – 2 | (74.47) Jun Matsuda                | [ 149 ] |
| 16 | Zaterdag 1 juli      | Singapore, Forest3 Cafe                    | Mohd Nasir Bin Jantan (89.49)   | 5 – 3 | (86.07) Paolo Nebrida              | [ 150 ] |
| 17 | Zaterdag 1 juli      | Singapore, Forest3 Cafe                    | Tomoya Goto (88.99)             | 5 – 3 | (89.02) Alexis Toylo               | [ 151 ] |
| 18 | Zondag 2 juli        | Singapore, Forest3 Cafe                    | Mohd Nasir Bin Jantan (94.00)   | 5 – 2 | (93.75) Paolo Nebrida              | [ 152 ] |
| 19 | Zaterdag 29 juli     | Bang Saen, Tide Resort                     | Tatsunami Mitsuhiko (88.76)     | 5 – 2 | (78.85) Paolo Nebrida              | [ 153 ] |
| 20 | Zaterdag 29 juli     | Bang Saen, Tide Resort                     | Man Lok Leung (93.44)           | 5 – 3 | (90.62) Paolo Nebrida              | [ 154 ] |
| 21 | Zondag 30 juli       | Bang Saen, Tide Resort                     | Paul Lim (91.74)                | 5 – 1 | (85.70) Paolo Nebrida              | [ 155 ] |
| 22 | Zaterdag 9 september | Qingdao, Hampton by Hilton                 | Lok Yin Lee (84.20)             | 5 – 4 | (84.57) Rosendo Lubaton            | [ 156 ] |
| 23 | Zaterdag 9 september | Qingdao, Hampton by Hilton                 | Reynaldo Rivera (93.16)         | 5 – 2 | (78.96) Alexis Toylo               | [ 157 ] |
| 24 | Zondag 10 september  | Qingdao, Hampton by Hilton                 | Tomoya Goto (100.21)            | 5 – 1 | (87.78) Paolo Nebrida              | [ 158 ] |

Door een gelijke stand moest de vierde kwalificatieplaats beslist worden door een beslissende wedstrijd:
| Datum               | Winnaar                 | Legs  | Runner-Up             | Bron    |
| ------------------- | ----------------------- | ----- | --------------------- | ------- |
| Zondag 10 september | Reynaldo Rivera (88.71) | 5 – 4 | (86.59) Man Lok Leung | [ 159 ] |

### PDC Asian Championship
Het PDC Asian Championship werd gehouden in Shimonoseki. De top 16 spelers van de PDC Asian Tour Order of Merit kwalificeerden zich, alsook de winnaars van de zestien nationale qualifiers en de qualifiers van de events die werden gehouden voor het kampioenschap, met een totaal van 48 spelers. De finalisten kwalificeerden zich voor het  PDC World Darts Championship 2024 en de winnaar kwalificeerde zich voor de Grand Slam of Darts 2023.
|  | Tweede ronde (best of 9 legs) Zaterdag 7 oktober | Tweede ronde (best of 9 legs) Zaterdag 7 oktober | Tweede ronde (best of 9 legs) Zaterdag 7 oktober |   |                      | Kwartfinale (best of 11 legs) Zondag 8 oktober | Kwartfinale (best of 11 legs) Zondag 8 oktober | Kwartfinale (best of 11 legs) Zondag 8 oktober |  |                      | Halve Finale (best of 11 legs) Zondag 8 oktober | Halve Finale (best of 11 legs) Zondag 8 oktober | Halve Finale (best of 11 legs) Zondag 8 oktober |  |    | Finale (best of 13 legs) Zondag 8 oktober | Finale (best of 13 legs) Zondag 8 oktober | Finale (best of 13 legs) Zondag 8 oktober |
|  |                                                  |                                                  |                                                  |   |                      |                                                |                                                |                                                |  |                      |                                                 |                                                 |                                                 |  |    |                                           |                                           |                                           |
|  | 1                                                | Lourence Ilagan (85.71)                          | 4                                                |   |                      |                                                |                                                |                                                |  |                      |                                                 |                                                 |                                                 |  |    |                                           |                                           |                                           |
|  |                                                  | Motomu Sakai (92.59)                             | 5                                                |   |                      |                                                |                                                |                                                |  |                      |                                                 |                                                 |                                                 |  |    |                                           |                                           |                                           |
|  |                                                  | Motomu Sakai (92.59)                             | 5                                                |   | Motomu Sakai (85.08) | 6                                              |                                                |                                                |  |                      |                                                 |                                                 |                                                 |  |    |                                           |                                           |                                           |
|  |                                                  |                                                  |                                                  |   | Motomu Sakai (85.08) | 6                                              |                                                |                                                |  |                      |                                                 |                                                 |                                                 |  |    |                                           |                                           |                                           |
|  |                                                  | 8                                                | Paul Lim (72.48)                                 | 0 |                      |                                                |                                                |                                                |  |                      |                                                 |                                                 |                                                 |  |    |                                           |                                           |                                           |
|  | 8                                                | 8                                                | Paul Lim (72.48)                                 | 0 | Paul Lim (82.66)     | 5                                              |                                                |                                                |  |                      |                                                 |                                                 |                                                 |  |    |                                           |                                           |                                           |
|  | 8                                                |                                                  |                                                  |   |                      | 5                                              |                                                |                                                |  |                      |                                                 |                                                 |                                                 |  |    |                                           |                                           |                                           |
|  | 9                                                | Rosendo Lubaton (81.58)                          | 4                                                |   |                      |                                                |                                                |                                                |  |                      |                                                 |                                                 |                                                 |  |    |                                           |                                           |                                           |
|  | 9                                                | Rosendo Lubaton (81.58)                          | 4                                                |   |                      |                                                |                                                |                                                |  | Motomu Sakai (82.02) | 1                                               |                                                 |                                                 |  |    |                                           |                                           |                                           |
|  |                                                  |                                                  |                                                  |   |                      |                                                |                                                |                                                |  | Motomu Sakai (82.02) | 1                                               |                                                 |                                                 |  |    |                                           |                                           |                                           |
|  |                                                  | 13                                               | Haruki Muramatsu (87.38)                         | 6 |                      |                                                |                                                |                                                |  |                      |                                                 |                                                 |                                                 |  |    |                                           |                                           |                                           |
|  |                                                  | 13                                               | Haruki Muramatsu (87.38)                         | 6 | Alex Tagarao (91.93) | 2                                              |                                                |                                                |  |                      |                                                 |                                                 |                                                 |  |    |                                           |                                           |                                           |
|  |                                                  |                                                  |                                                  |   | Alex Tagarao (91.93) | 2                                              |                                                |                                                |  |                      |                                                 |                                                 |                                                 |  |    |                                           |                                           |                                           |
|  | 13                                               | Haruki Muramatsu (101.76)                        | 5                                                |   |                      |                                                |                                                |                                                |  |                      |                                                 |                                                 |                                                 |  |    |                                           |                                           |                                           |
|  | 13                                               | Haruki Muramatsu (101.76)                        | 5                                                |   | 13                   | Haruki Muramatsu (92.60)                       | 6                                              |                                                |  |                      |                                                 |                                                 |                                                 |  |    |                                           |                                           |                                           |
|  |                                                  |                                                  |                                                  |   | 13                   | Haruki Muramatsu (92.60)                       | 6                                              |                                                |  |                      |                                                 |                                                 |                                                 |  |    |                                           |                                           |                                           |
|  |                                                  |                                                  | Raymond Copano (88.91)                           | 1 |                      |                                                |                                                |                                                |  |                      |                                                 |                                                 |                                                 |  |    |                                           |                                           |                                           |
|  |                                                  | Raymond Copano (79.99)                           | Raymond Copano (88.91)                           | 1 | 5                    |                                                |                                                |                                                |  |                      |                                                 |                                                 |                                                 |  |    |                                           |                                           |                                           |
|  |                                                  |                                                  |                                                  |   | 5                    |                                                |                                                |                                                |  |                      |                                                 |                                                 |                                                 |  |    |                                           |                                           |                                           |
|  | 12                                               | Mohd Nasir Bin Jantan (76.19)                    | 4                                                |   |                      |                                                |                                                |                                                |  |                      |                                                 |                                                 |                                                 |  |    |                                           |                                           |                                           |
|  | 12                                               | Mohd Nasir Bin Jantan (76.19)                    | 4                                                |   |                      |                                                |                                                |                                                |  |                      |                                                 |                                                 |                                                 |  | 13 | Haruki Muramatsu (91.08)                  | 7                                         |                                           |
|  |                                                  |                                                  |                                                  |   |                      |                                                |                                                |                                                |  |                      |                                                 |                                                 |                                                 |  | 13 | Haruki Muramatsu (91.08)                  | 7                                         |                                           |
|  |                                                  |                                                  | Sandro Eric Sosing (81.53)                       | 6 |                      |                                                |                                                |                                                |  |                      |                                                 |                                                 |                                                 |  |    |                                           |                                           |                                           |
|  | 2                                                | Tomoya Goto (79.89)                              | Sandro Eric Sosing (81.53)                       | 6 | 4                    |                                                |                                                |                                                |  |                      |                                                 |                                                 |                                                 |  |    |                                           |                                           |                                           |
|  | 2                                                | Tomoya Goto (79.89)                              |                                                  |   | 4                    |                                                |                                                |                                                |  |                      |                                                 |                                                 |                                                 |  |    |                                           |                                           |                                           |
|  | 15                                               | Sonny Millo Balagat (77.93)                      | 5                                                |   |                      |                                                |                                                |                                                |  |                      |                                                 |                                                 |                                                 |  |    |                                           |                                           |                                           |
|  | 15                                               | Sonny Millo Balagat (77.93)                      | 5                                                |   |                      | Sonny Millo Balagat (81.03)                    | 1                                              |                                                |  |                      |                                                 |                                                 |                                                 |  |    |                                           |                                           |                                           |
|  |                                                  |                                                  |                                                  |   |                      | Sonny Millo Balagat (81.03)                    | 1                                              |                                                |  |                      |                                                 |                                                 |                                                 |  |    |                                           |                                           |                                           |
|  |                                                  |                                                  | Sandro Eric Sosing (94.05)                       | 6 |                      |                                                |                                                |                                                |  |                      |                                                 |                                                 |                                                 |  |    |                                           |                                           |                                           |
|  |                                                  | Sandro Eric Sosing (89.37)                       | Sandro Eric Sosing (94.05)                       | 6 | 5                    |                                                |                                                |                                                |  |                      |                                                 |                                                 |                                                 |  |    |                                           |                                           |                                           |
|  |                                                  |                                                  |                                                  |   | 5                    |                                                |                                                |                                                |  |                      |                                                 |                                                 |                                                 |  |    |                                           |                                           |                                           |
|  |                                                  | Jemel Modesto (81.68)                            | 1                                                |   |                      |                                                |                                                |                                                |  |                      |                                                 |                                                 |                                                 |  |    |                                           |                                           |                                           |
|  |                                                  |                                                  |                                                  |   |                      |                                                | Sandro Eric Sosing (86.21)                     | 6                                              |  |                      |                                                 |                                                 |                                                 |  |    |                                           |                                           |                                           |
|  |                                                  |                                                  |                                                  |   |                      |                                                |                                                |                                                |  |                      |                                                 |                                                 |                                                 |  |    |                                           |                                           |                                           |
|  |                                                  |                                                  | Ryusei Azemoto (85.03)                           | 3 |                      |                                                |                                                |                                                |  |                      |                                                 |                                                 |                                                 |  |    |                                           |                                           |                                           |
|  |                                                  | Ryusei Azemoto (89.40)                           | Ryusei Azemoto (85.03)                           | 3 | 5                    |                                                |                                                |                                                |  |                      |                                                 |                                                 |                                                 |  |    |                                           |                                           |                                           |
|  |                                                  | Ryusei Azemoto (89.40)                           |                                                  |   | 5                    |                                                |                                                |                                                |  |                      |                                                 |                                                 |                                                 |  |    |                                           |                                           |                                           |
|  | 14                                               | Tatsunami Mitsuhiko (85.38)                      | 3                                                |   |                      |                                                |                                                |                                                |  |                      |                                                 |                                                 |                                                 |  |    |                                           |                                           |                                           |
|  | 14                                               | Tatsunami Mitsuhiko (85.38)                      | 3                                                |   |                      | Ryusei Azemoto (87.55)                         | 6                                              |                                                |  |                      |                                                 |                                                 |                                                 |  |    |                                           |                                           |                                           |
|  |                                                  |                                                  |                                                  |   |                      | Ryusei Azemoto (87.55)                         | 6                                              |                                                |  |                      |                                                 |                                                 |                                                 |  |    |                                           |                                           |                                           |
|  |                                                  | 11                                               | Christian Perez (88.40)                          | 4 |                      |                                                |                                                |                                                |  |                      |                                                 |                                                 |                                                 |  |    |                                           |                                           |                                           |
|  | 6                                                | 11                                               | Christian Perez (88.40)                          | 4 | Lok Yin Lee (79.20)  | 2                                              |                                                |                                                |  |                      |                                                 |                                                 |                                                 |  |    |                                           |                                           |                                           |
|  | 6                                                |                                                  |                                                  |   | Lok Yin Lee (79.20)  | 2                                              |                                                |                                                |  |                      |                                                 |                                                 |                                                 |  |    |                                           |                                           |                                           |
|  | 11                                               | Christian Perez (80.07)                          | 5                                                |   |                      |                                                |                                                |                                                |  |                      |                                                 |                                                 |                                                 |  |    |                                           |                                           |                                           |

## Championship Darts Corporation (CDC) Pro Tour
De topspelers van de Verenigde Staten en Canada van de CDC Tour Points List kwalificeerden zich voor het PDC World Darts Championship 2024: Alex Spellman, Stowe Buntz en David Cameron.
| #  | Datum                | Plaats                                   | Winnaar                  | Legs  | Runner-Up             | Bron    | Negendarter |
| -- | -------------------- | ---------------------------------------- | ------------------------ | ----- | --------------------- | ------- | ----------- |
| 1  | Zaterdag 20 mei      | Brownsburg, American Legion Post 331     | Jake Womack (88.72)      | 7 – 2 | (78.41) Stowe Buntz   | [ 163 ] |             |
| 2  | Zaterdag 20 mei      | Brownsburg, American Legion Post 331     | Alex Spellman (95.78)    | 7 – 5 | (89.03) Jason Brandon | [ 164 ] |             |
| 3  | Zondag 21 mei        | Brownsburg, American Legion Post 331     | Leonard Gates (97.62)    | 7 – 1 | (88.61) J.T. Davis    | [ 165 ] |             |
| 4  | Zaterdag 15 juli     | Wheeling, Ramada Plaza Hotel North Shore | Jules van Dongen (96.53) | 7 – 4 | (97.29) Danny Lauby   | [ 166 ] |             |
| 5  | Zaterdag 15 juli     | Wheeling, Ramada Plaza Hotel North Shore | Alex Spellman (99.84)    | 7 – 4 | (87.91) David Cameron | [ 167 ] |             |
| 6  | Zondag 16 juli       | Wheeling, Ramada Plaza Hotel North Shore | Danny Lauby (89.77)      | 7 – 5 | (87.99) Jacob Taylor  | [ 168 ] |             |
| 7  | Zaterdag 12 augustus | Cambridge, Cambridge Newfoundland Club   | Stowe Buntz (81.88)      | 7 – 4 | (82.34) Alex Spellman | [ 169 ] |             |
| 8  | Zaterdag 12 augustus | Cambridge, Cambridge Newfoundland Club   | Stowe Buntz (84.14)      | 7 – 6 | (85.11) Alex Spellman | [ 170 ] |             |
| 9  | Zondag 13 augustus   | Cambridge, Cambridge Newfoundland Club   | Stowe Buntz (91.28)      | 7 – 2 | (85.50) Jim Long      | [ 171 ] | Ross Snook  |
| 10 | Zaterdag 9 september | Brownsburg, American Legion Post 331     | Alex Spellman (100.19)   | 7 – 3 | (94.38) Leonard Gates | [ 172 ] |             |
| 11 | Zaterdag 9 september | Brownsburg, American Legion Post 331     | David Cameron (86.31)    | 7 – 3 | (92.80) Stowe Buntz   | [ 173 ] |             |
| 12 | Zondag 10 september  | Brownsburg, American Legion Post 331     | Leonard Gates (98.50)    | 7 – 2 | (92.31) David Cameron | [ 174 ] |             |

## African Continental Tour
Op 15 februari 2023 maakte de PDC bekend een African Continental Tour te starten.
| # | Datum                 | Winnaar                     | Legs  | Runner-Up              | Bron    |
| - | --------------------- | --------------------------- | ----- | ---------------------- | ------- |
| 1 | Zaterdag 12 augustus  | Stefan Vermaak (74.79)      | 8 – 7 | (72.99) Simon Adams    | [ 176 ] |
| 2 | Zaterdag 23 september | Cameron Carolissen (101.15) | 8 – 2 | (89.10) Vernon Bouwers |         |
| 3 | Zondag 29 oktober     | Cameron Carolissen (82.70)  | 8 – 7 | (77.29) Grant Sampson  |         |
| 4 | Vrijdag 17 november   | Cameron Carolissen (92.55)  | 8 – 5 | (84.72) Vernon Bouwers |         |

### African qualifier voor hetPDC World Darts Championship 2024
De African qualifier voor het PDC World Darts Championship 2024 werd gehouden op 24 september 2023.
|  | Kwartfinale (best of 11 legs) Zondag 24 september | Kwartfinale (best of 11 legs) Zondag 24 september |                        |   | Halve Finale (best of 13 legs) Zondag 24 september | Halve Finale (best of 13 legs) Zondag 24 september |  |  | Finale (best of 15 legs) Zondag 24 september | Finale (best of 15 legs) Zondag 24 september |
|  |                                                   |                                                   |                        |   |                                                    |                                                    |  |  |                                              |                                              |
|  |                                                   |                                                   |                        |   |                                                    |                                                    |  |  |                                              |                                              |
|  |                                                   |                                                   |                        |   |                                                    |                                                    |  |  |                                              |                                              |
|  |                                                   |                                                   |                        |   |                                                    |                                                    |  |  |                                              |                                              |
|  | Stefan Vermaak (69.03)                            | 6                                                 |                        |   |                                                    |                                                    |  |  |                                              |                                              |
|  | Stefan Vermaak (69.03)                            | 6                                                 |                        |   |                                                    |                                                    |  |  |                                              |                                              |
|  | Charles Losper (69.01)                            | 5                                                 |                        |   |                                                    |                                                    |  |  |                                              |                                              |
|  | Charles Losper (69.01)                            | 5                                                 | Stefan Vermaak (70.79) | 7 |                                                    |                                                    |  |  |                                              |                                              |
|  |                                                   |                                                   | Stefan Vermaak (70.79) | 7 |                                                    |                                                    |  |  |                                              |                                              |
|  |                                                   | Graham Filby (7.31)                               | 5                      |   |                                                    |                                                    |  |  |                                              |                                              |
|  | Tyrone Schackleton (83.18)                        | Graham Filby (7.31)                               | 5                      | 4 |                                                    |                                                    |  |  |                                              |                                              |
|  | Tyrone Schackleton (83.18)                        |                                                   |                        | 4 |                                                    |                                                    |  |  |                                              |                                              |
|  | Graham Filby (91.73)                              | 6                                                 |                        |   |                                                    |                                                    |  |  |                                              |                                              |
|  | Graham Filby (91.73)                              | 6                                                 | Stefan Vermaak (73.12) | 0 |                                                    |                                                    |  |  |                                              |                                              |
|  |                                                   |                                                   | Stefan Vermaak (73.12) | 0 |                                                    |                                                    |  |  |                                              |                                              |
|  |                                                   | Simon Adams (93.94)                               | 8                      |   |                                                    |                                                    |  |  |                                              |                                              |
|  | Simon Adams (70.04)                               | Simon Adams (93.94)                               | 8                      | 6 |                                                    |                                                    |  |  |                                              |                                              |
|  | Simon Adams (70.04)                               |                                                   |                        | 6 |                                                    |                                                    |  |  |                                              |                                              |
|  | Benson Ngari (70.84)                              | 5                                                 |                        |   |                                                    |                                                    |  |  |                                              |                                              |
|  | Benson Ngari (70.84)                              | 5                                                 | Simon Adams (72.82)    | 7 |                                                    |                                                    |  |  |                                              |                                              |
|  |                                                   |                                                   | Simon Adams (72.82)    | 7 |                                                    |                                                    |  |  |                                              |                                              |
|  |                                                   | Xander Faddel (72.11)                             | 6                      |   |                                                    |                                                    |  |  |                                              |                                              |
|  | Xander Faddel (74.68)                             | Xander Faddel (72.11)                             | 6                      | 6 |                                                    |                                                    |  |  |                                              |                                              |
|  | Xander Faddel (74.68)                             |                                                   |                        | 6 |                                                    |                                                    |  |  |                                              |                                              |
|  | Giovanni Mathee (74.72)                           | 5                                                 |                        |   |                                                    |                                                    |  |  |                                              |                                              |
|  | Giovanni Mathee (74.72)                           | 5                                                 |                        |   |                                                    |                                                    |  |  |                                              |                                              |

## Championship Darts Latin America & Caribbean Tour
Op 3 mei 2023 maakte de PDC bekend een Championship Darts Latin America & Caribbean Tour te starten. De persoon bovenaan de bijbehorende Order of Merit na alle vier de toernooien kwalificeert zich voor het PDC World Darts Championship 2024. Dit was Norman Madhoo.
| # | Datum               | Plaats                     | Winnaar                   | Legs  | Runner-Up                  | Bron    |
| - | ------------------- | -------------------------- | ------------------------- | ----- | -------------------------- | ------- |
| 1 | Zaterdag 5 augustus | San José                   | Norman Madhoo (75.71)     | 6 – 3 | (72.38) Sudesh Fitzgerald  | [ 179 ] |
| 2 | Zondag 6 augustus   | San José                   | Sudesh Fitzgerald (68.26) | 6 – 2 | (62.10) Alex Gutiérrez     | [ 179 ] |
| 3 | Zaterdag 14 oktober | Santiago, Hotel Torremayor | Norman Madhoo (80.02)     | 6 – 3 | (82.21) Jesús Rubén Salate | [ 180 ] |
| 4 | Zondag 15 oktober   | Santiago, Hotel Torremayor | Artur Valle (69.58)       | 6 – 4 | (70.48) Guillermo Soto     | [ 180 ] |

## World Championship International Qualifiers
| Datum                | Toernooi                        | Plaats                                                      | Winnaar                       | Score   | Runner-Up                  | Bron            |
| -------------------- | ------------------------------- | ----------------------------------------------------------- | ----------------------------- | ------- | -------------------------- | --------------- |
| Zaterdag 3 juni      | PDC North American Championship | New York, Hulu Theater                                      | Jeff Smith (88.52) (a)        | 6 – 5   | (91.20) Matt Campbell      | [ 181 ]         |
| Zondag 23 juli       | Women's World Matchplay         | Blackpool, Winter Gardens                                   | Beau Greaves (79.85) (b)      | 6 – 1   | (72.12) Mikuru Suzuki      | [ 182 ]         |
| Zondag 27 augustus   | China Premier League            | Vlag van China                                              | Zong Xiao Chen (90.62)        | 11 – 10 | (80.72) Xicheng Han        | [ 183 ] [ 184 ] |
| Zondag 24 september  | African Qualifier               | Kaapstad, Goodwood Sports Club                              | Simon Adams (93.94)           | 8 – 0   | (73.12) Stefan Vermaak     | [ 185 ]         |
| Zondag 8 oktober     | PDC Asian Championship          | Shimonoseki, Kaikyō Yume Tower                              | Haruki Muramatsu (91.08)      | 7 – 6   | (81.53) Sandro Eric Sosing | [ 186 ] [ 187 ] |
| Maandag 9 oktober    | DPNZ Qualifier                  | Christchurch, Black Horse Hotel                             | Ben Robb (94.62)              | 8 – 4   | (90.17) Haupai Puha        | [ 188 ]         |
| Zondag 22 oktober    | DPA Oceanic Masters             | Barrack Heights, Warilla Bowls Club                         | Haupai Puha (94.72)           | 3 – 1   | (89.67) Mal Cuming         | [ 189 ]         |
| Zondag 29 oktober    | Indian Qualifier                | Surat, Surat Tennis Club                                    | Prakash Jiwa (90.97) (c)      | 6 – 1   | (71.50) Bhaval Patel       | [ 190 ]         |
| Vrijdag 10 november  | PDC Europe Super League         | Bitburg, Bitburger Stadthalle                               | Dragutin Horvat (90.35)       | 8 – 3   | (89.72) Pascal Rupprecht   | [ 191 ]         |
| Zaterdag 18 november | West Europe Qualifier           | Kalkar, Wunderland Kalkar                                   | Thibault Tricole (83.17)      | 7 – 4   | (85.02) Wesley Plaisier    | [ 192 ]         |
| Zaterdag 25 november | East Europe Qualifier           | Boedapest, Novotel Budapest City & Budapest Congress Center | Krzysztof Kciuk (89.69)       | 7 – 5   | (86.11) Sebastian Białecki | [ 193 ]         |
| Zondag 26 november   | PDC World Youth Championship(d) | Minehead, Butlin's Minehead                                 | Luke Littler (102.16)         | 6 – 4   | (97.48) Gian van Veen      | [ 194 ]         |
| Maandag 27 november  | PDC Tour Card Holder Qualifier  | Barnsley, Metrodome                                         | Florian Hempel (100.69)       | 7 – 5   | (94.36) Alan Soutar        | [ 195 ]         |
| Maandag 27 november  | PDC Tour Card Holder Qualifier  | Barnsley, Metrodome                                         | Darren Webster (95.32)        | 7 – 5   | (94.82) Daniel Klose       | [ 195 ]         |
| Maandag 27 november  | PDC Tour Card Holder Qualifier  | Barnsley, Metrodome                                         | Boris Krčmar (93.70)          | 7 – 6   | (87.78) Pascal Rupprecht   | [ 195 ]         |
| Maandag 27 november  | PDC Tour Card Holder Qualifier  | Barnsley, Metrodome                                         | Rusty-Jake Rodriguez (106.82) | 7 – 1   | (88.00) George Killington  | [ 195 ]         |

 (a): Doordat Jeff Smith in het bezit was van een tourkaart en aan het begin van het seizoen in de top 64 van de PDC Order of Merit stond, kon hij zich niet op deze manier kwalificeren voor het PDC World Darts Championship.

 (b): Greaves verkoos om in het WDF World Darts Championship 2023 te spelen nadat de PDC verbood om aan twee verschillende wereldkampioenschappen in hetzelfde jaar deel te nemen. Hierdoor kwam er een plaats extra vrij in de PDC Tour Card Holder Qualifier.

 (c): Jiwa werd op 16 november 2023 geschorst door de Darts Regulation Authority terwijl er een onderzoek wordt uitgevoerd naar verdachte weddenschappen in de onafhankelijke Modus Super Series. Patel vervangt hem op het wereldkampioenschap.

 (d): Beide finalisten van het World Youth Championship, Gian van Veen en Luke Littler, wisten zich via een andere route te kwalificeren voor het PDC World Championship. Hierdoor kwam er een plaats extra vrij in de PDC Tour Card Holder Qualifier.
2004 · 2005 · 2006 · 2007 · 2008 · 2009 · 2010 · 2011 · 2012 · 2013 · 2014 · 2015 · 2016 · 2017 · 2018 · 2019 · 2020 · 2021 · 2022 · 2023 · 2024 · 2025